# Fountain Green (Utah)
Fountain Green je město v okrese Sanpete County ve státě Utah ve Spojených státech amerických. K roku 2010 zde žilo 1 071 obyvatel. S celkovou rozlohou 3,6 km² byla hustota zalidnění 259,5 obyvatel na km².